# Cecilia Rognoni
Cecilia Rognoni, argentinska hokejistka na travi, * 1. december 1976, Buenos Aires, Argentina. 
Igra na obrambni poziciji za argentinsko izbrano vrsto.

## Uspehi
Osvojila je srebrno odličje na OI 2000 in bronasto odličje na OI 2004. 
Mednarodna zveza za hokej na travi jo je proglasila za Hokejistko leta 2002, istega leta pa je dobila tudi argentinsko športno nagrado Olimpia de Oro.